# Valkire
U nordijskoj mitologiji, valkire (staronordijski valkyrja - "one koje biraju pale u borbi") lijepe su ratnice i niža božanstva koje služe Odinu i odvode najhrabrije ratnike u Valhalu nakon što preminu, gdje se pali heroji zatim pripremaju za konačnu borbu (Ragnarok).
Valkire su božice sudbine, koje se prikazuju kao žene uz tkalačke stanove. Za razliku od grčkih majora, valkire su imale vlast nad životom i smrti samo u bitci, one određuju koja će strana pobijediti. Izabrale ratnike odvodile su u Valhalu. Valkire su se pojavljivale u obliku vukova, gavrana, jastrebova, labudova ili žena.                    
Odin ih je slao na bojna polja da pokupe odabrane mrtve borce (koji su časno i hrabro poginuli). Gunn, Róta i Skuld uvijek su išle u izvidnicu i odlučivale su tko će poginuti. Prelijepe ratnice često su prenosile Odinove poruke. Prema mitu, kada valkire krenu na svojim krilatim konjima, oklopi im tako sjaje da stvaraju polarnu svjetlost.
Najpoznatija valkira vjerojatno je Brunhilda, koja nije izvršila Odinovu volju već je učinila ono što je sama smatrala ispravnim pa joj je kazna bila da se zaljubi u prvog muškarca kojeg ugleda. Preklinjala je Odina da promijeni kaznu pa je on napokon odlučio da je osudi na san u dvorcu okruženom vatrom sve dok je junak ne probudi pa će tako taj biti onaj kojeg će prvog ugledati i njezina ljubav. To joj je bila velika utjeha jer je znala da je samo hrabar muškarac može spasiti, bez obzira koliko će vremena proći. Prema mitu, valkira ne bi mogla podnijeti da se zaljubi u nevrijednu osobu. Odavde potječe priča o uspavanoj ljepotici Trnoružici i ovo je dio poznate Sage o Niebelunzima.
Dužnost Valkira je i odlučiti o ishodu bitke. Smatralo se lošim znakom vidjeti gavrana prije bitke.

## Poznatije valkire
- Brunhilda - poznata iz epa Prsten Nibelunga
- Skuld - najmlađa od tri Norne
- Gudr
- Róta
- Jörð - Thorova majka, te božica i personifikacija same Zemlje
- Rindr - Valijeva majka, te božica i princeza istoka
- Freyja - božica ljubavi, ljepote i rata, Gospodarica ubijenih, mogla bi biti glavna Valkira.